# Les Tremayne
Les Tremayne (* 16. April 1913 in London, England; † 19. Dezember 2003 in Santa Monica, Kalifornien) war ein britisch-US-amerikanischer Schauspieler bei Film, Fernsehen und Radio.

## Leben
Geboren in London, zog Tremayne mit seinen Eltern im Kindesalter nach Chicago. Er begann seine Schauspielkarriere im Jahr 1931 beim Radio, seine erste Radioshow war The Adventures of the Thin Man. In den 1930er- und 1940er-Jahren wurde Tremayne zu einem vielbeschäftigten und berühmten Sprecher in Radio-Hörspielserien. Tremayne, der etwa den Detektiv Nick Charles in einer Radioversion von Der dünne Mann sprach, wurde in dieser Zeit auch als „eine der bekanntesten Stimmen Amerikas“ beschrieben. Besondere Popularität verschaffte ihm seine Hauptrolle in der Serie The First Nighter, insgesamt soll er an bis zu 35 Radioproduktionen in der Woche mitgewirkt haben. Noch 1974 äußerte er in einem Interview, dass ihn wahrscheinlich mehr Leute für seine Auftritte in Radioserien als in Filmen kennen würden.
Tremayne begann seine Karriere beim Film im Jahr 1951 in Gangster an der Seite von Robert Mitchum. In der Folgezeit spielte er vor allem Nebenrollen in abendfüllenden Spielfilmen wie Kampf der Welten, Ein Mann namens Peter, Der unsichtbare Dritte und Der Glückspilz. Auch übernahm er ab den 1950er-Jahren eine Vielzahl von Gastauftritten in Serien sowie Sprechrollen in Zeichentrickfilmen und -serien. Zwischen 1974 und 1977 trat Tremayne in einer festen Rolle in der Superheldenserie Shazam! auf, er spielte dabei die Figur Mentor, der sprichwörtliche Mentor des jungen Helden Billy Batson. Sein filmisches Schaffen zwischen 1951 und 2005 (sein letzter Film erschien posthum) umfasst mehr als 130 Film- und Fernsehproduktionen.
1995 wurde Tremayne ob seiner Verdienste als Sprecher in Radioserien in die Radio Hall of Fame gewählt. Er war insgesamt viermal verheiratet, darunter mit der Schauspielerin Alice Reinheart. Im Alter von 90 Jahren starb er im Dezember 2003, er wurde von seiner vierten Ehefrau und einem Bruder überlebt.

## Filmografie (Auswahl)
- 1951: Gangster (The Racket)
- 1951: Das Herz einer Mutter (The Blue Veil)
- 1952: It Grows on Trees
- 1953: Kampf der Welten (The War of the Worlds)
- 1953: Fotograf aus Liebe (I Love Melvin)
- 1953: Du und keine andere (Dream Wife)
- 1953: Tarzan bricht die Ketten (Tarzan and the She-Devil, Sprechrolle)
- 1954: Eine Nacht mit Susanne (Susan Slept Here)
- 1955: Ein Mann namens Peter (A Man Called Peter)
- 1956: Meine Frau, der Leutnant (The Lieutenant Wore Skirts)
- 1956: Alarm im Weltall (Forbidden Planet, Sprechrolle)
- 1956: Knotenpunkt Bhowani (Bhowani Junction)
- 1956: In den Fängen des Teufels (The Unguarded Moment)
- 1957: Das Geheimnis des steinernen Monsters (The Monolith Monsters)
- 1958: Von der Erde zum Mond (From the Earth to the Moon)
- 1958: Urlaubsschein nach Paris (Vacances à Paris)
- 1958–1966: Perry Mason (Fernsehserie, 8 Folgen)
- 1959: Westlich von Santa Fé (Westlich von Santa Fe, Fernsehserie, 1 Folge)
- 1959: Französische Betten (Count Your Blessings, Sprechrolle)
- 1959: Engel auf heißem Pflaster (Say One for Me)
- 1959: Der unsichtbare Dritte (North by Northwest)
- 1959: Weltraumschiff MR-1 gibt keine Antwort (The Angry Red Planet)
- 1960: Dezernat M (M Squad, Fernsehserie, 1 Folge)
- 1960: Der Admiral (The Gallant Hours)
- 1960: Das Buch Ruth (The Story of Ruth)
- 1960/1961: Alfred Hitchcock präsentiert (Alfred Hitchcock Presents, Fernsehserie, 2 Folgen)
- 1961: Tausend Meilen Staub (Rawhide, Fernsehserie, 1 Folge)
- 1961/1965: Mr. Ed (Mister Ed, Fernsehserie, 2 Folgen)
- 1962: The Andy Griffith Show (Fernsehserie, 1 Folge)
- 1962: Die Wunderwelt der Gebrüder Grimm (The Wonderful World of the Brothers Grimm, Sprechrolle)
- 1962: Meuterei auf der Bounty (Mutiny on the Bounty, Sprechrolle)
- 1962/1964: Alfred Hitchcock zeigt (The Alfred Hitchcock Hour, Fernsehserie, 2 Folgen)
- 1962/1970: Bonanza (Fernsehserie, 2 Folgen)
- 1964: 77 Sunset Strip (Fernsehserie, 1 Folge)
- 1964: James Bond 007 – Goldfinger (Goldfinger, Sprechrolle)
- 1964: Die Seaview – In geheimer Mission (Voyage to the Bottom of the Sea, Fernsehserie, 1 Folge)
- 1965: Fremde Bettgesellen (Strange Bedfellows)
- 1965: Mein Onkel vom Mars (My Favorite Martian, Fernsehserie, 1 Folge)
- 1965–1966: Die Leute von der Shiloh Ranch (The Virginian, Fernsehserie, 2 Folgen)
- 1966: Der Glückspilz (The Fortune Cookie)
- 1968: Das Geschöpf der Zerstörung (Creature of Destruction)
- 1970: Milos ganz und gar unmögliche Reise (The Phantom Tollbooth, Sprechrolle)
- 1973: Eine Grille in der Stadt (The Cricket in Times Square, Fernsehfilm, Sprechrolle)
- 1973: Das Weihnachtslied der Grille (A Very Merry Cricket, Fernsehfilm, Sprechrolle)
- 1974–1976: Shazam! (Fernsehserie, 28 Folgen)
- 1982: Ein Duke kommt selten allein (The Dukes of Hazzard, Fernsehserie, 1 Folge)
- 1983: Daffy Ducks fantastische Insel (Daffy Duck’s Fantastic Island, Sprechrolle)
- 1983: The Harvest
- 1985: Die 13 Geister von Scooby-Doo (The 13 Ghosts of Scooby-Doo, Fernsehserie, 13 Folgen, Sprechrolle)
- 1987: General Hospital (Fernseh-Seifenoper, mindestens 4 Folgen)
- 1987: Die Schlümpfe (The Smurfs, Fernsehserie, 1 Folge, Sprechrolle)
- 1990: Disneys Gummibärenbande (Adventures of the Gummi Bears, Fernsehserie, 1 Folge, Sprechrolle)
- 1991–1993: Piraten unter dem Doppelmond (The Pirates of Dark Water, Fernsehserie, 18 Folgen, Sprechrolle)
- 2005: The Naked Monster